# Josef Wenderlich
Josef Wenderlich (geboren 16. Dezember 1882 in Rumburg, Österreich-Ungarn; gestorben 12. November 1945 in Großbritannien) war ein tschechoslowakischer Gewerkschafter und kommunistischer Politiker.

## Leben
Josef Wenderlich erlernte wie sein Vater den Beruf des Schneiders und arbeitete in dem Beruf. Er schloss sich als junger Mann der österreichischen Sozialdemokratie an. Im Ersten Weltkrieg war er Soldat.
Nach Kriegsende wurde er in der neu gegründeten Tschechoslowakei Mitglied der Deutschen sozialdemokratischen Arbeiterpartei (DSAP) und wechselte 1921 in die Kommunistische Partei (KSČ). Er wurde 1935 für die KSČ in den tschechoslowakischen Senat gewählt. Wenderlich war nun Gewerkschaftssekretär der Union der Textilarbeiter in der ČSR im Bezirk Reichenberg.
1939 floh er nach Großbritannien und schloss sich der Beuer-Gruppe an. 1943 war er Mitgründer des Sudetendeutschen Ausschusses – Vertretung der demokratischen Deutschen aus der CSR.